# 西山哲治

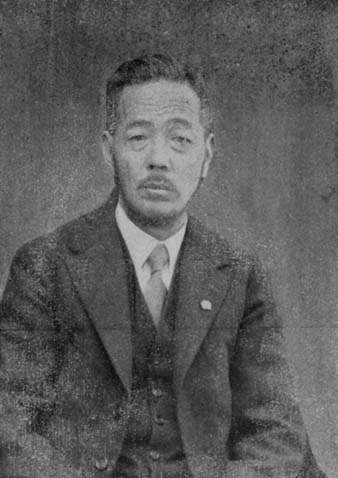
西山哲治

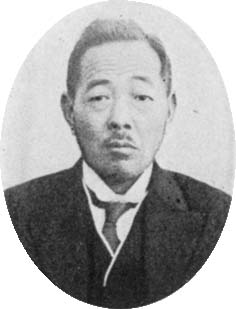
西山哲治

西山 哲治（にしやま てつじ、1883年（明治16年）2月13日 - 1939年（昭和14年）12月15日）は、日本の教育者。

## 経歴
兵庫県氷上郡竹田村（現在の丹波市）出身。代用教員、准教員を経て、1901年（明治34年）に哲学館（現在の東洋大学）に入学した。1905年（明治38年）に哲学館を卒業した後は、雑誌「教育実験界」の記者となり、また日本家庭辞書の編纂にあたった。1906年（明治39年）から1910年（明治43年）までニューヨーク大学に留学し、教育学博士の称号を得た。
1912年（明治45年）には帝国小学校・帝国幼稚園を創設し経営にあたった。さらに1926年（大正15年）からは東洋大学教授も務めた。また人形病院を開いた。

## 著作
- 『日本家庭辞書』 （弘道館, 1906年）
- 『最近思潮 実際教育之新研究』（敬文館、1910年）
- 『お花は如何にして教育すべき乎』（金港堂、1911年）
- 『新撰教育学教科書』（篠田利英と共著、三省堂、1911年）
- 『児童中心主義 攻究的新教授法』（宝文館、1911年）
- 『新撰教授法教科書』（篠田利英と共著、三省堂、1911年）
- 『新撰学校管理法教科書』（篠田利英と共著、三省堂、1911年）
- 『家庭小説 女学校出の文子』（内外出版協会、1911年）
- 『悪教育之研究』（弘学館書店、1913年）
- 『教育問題 子供の権利』（南光社、1918年）
- 『自学主義各科教授原論』（隆文館、1918年）
- 『小学校改善の実際的研究』（開発社、1919年）
- 『新時代の要求する子供の保護』（集成社、1920年）
- 『最新各科教授法精義』（南光社, 1927年）
- 『私の学校及学級経営法』（明治図書、1927年）
- 『最近欧米に於ける職業指導の実際』（明治図書、1929年）
- 『最近欧米に於ける実験学校の経営と批判 』（明治図書、1930年）
- 『現代教育の新潮と実際』（教育実際社、1931年）
- 『優良児教育法  附・各科学習心理の実際』（教育実際社、1932年）
- 『生活中心新教育の建設過程』（新生閣書店、1933年）
- 『現代新教育汎論』（新生閣書店、1934年）
- 『子供の喧嘩』（モナス、1936年）